# Брюс Клідж
Брюс Клідж (англ. Bruce Kleege; нар. 1 листопада 1954) — колишній американський тенісист.
Найвищу одиночну позицію світового рейтингу — 148 місце досяг 31 грудня, 1978 року.
Здобув 1 парний титул.
Найвищим досягненням на турнірах Великого шолома було 3 коло в одиночному розряді.
Завершив кар'єру 1984 року.

## Фінали Гран-прі за кар'єру

### Парний розряд: 1 (1–0)
| Результат | W/L | Дата     | Турнір         | Покриття | Партнер     | Суперники                     | Рахунок       |
| --------- | --- | -------- | -------------- | -------- | ----------- | ----------------------------- | ------------- |
| Перемога  | 1–0 | Бер 1979 | Лагос, Нігерія | Тверде   | Джоел Бейлі | Ісмаїл Ель-Шафей Петер Фейгль | 6–4, 6–7, 6–3 |

## Титули на челленджерах

### Парний розряд: (2)
| Ранг | Рік  | Турнір                   | Покриття | Партнер        | Суперники                 | Рахунок       |
| ---- | ---- | ------------------------ | -------- | -------------- | ------------------------- | ------------- |
| 1.   | 1979 | Лінкольн (Небраска), США | Тверде   | Джоел Бейлі    | Стів Дентон Пітер Реннерт | 0–6, 6–4, 6–4 |
| 2.   | 1981 | Лагос, Нігерія           | Тверде   | Ларрі Стефанкі | Ієн Гарріс Крейг Віттус   | 6–2, 3–6, 6–3 |